# Carlos de Cosme de Médici
Carlos de Cosme de Médici (en italiano, Carlo di Cosimo de' Medici), (Florencia, c. 1428 — Florencia, 29 de mayo de 1492), Canónico de Florencia, hijo ilegítimo de Cosme de Médici.

## Biografía
Era hijo de Cosme de Médici y una esclava circasiana llamada Magdalena; se sabe incluso que fue comprada en Venecia.
Su padre lo inició en la vida religiosa, y tras convertirse en canónigo de la Metropolitana de Florencia, fue nombrado Párroco de la Parroquia de Santa María en Mugello, y de la San Donato de Calenzano, donde construyó un hermoso claustro.
Se convirtió en abad de la Abadía de San Salvador de Vaiano, donde se le encargó también el rol de Colector General y Nuncio de Toscana.
Años más tarde, se convierte en decano de Prato desde 1460 y en 1463 recibe el cargo de Protonotario apostólico.
De él nos llega un supuesto retrato de Andrea Mantegna, conservado en Galería Uffizi. Cosme I de Médici hizo en su honor un monumento fúnebre en la Catedral de Prato por Vincenzo Danti.

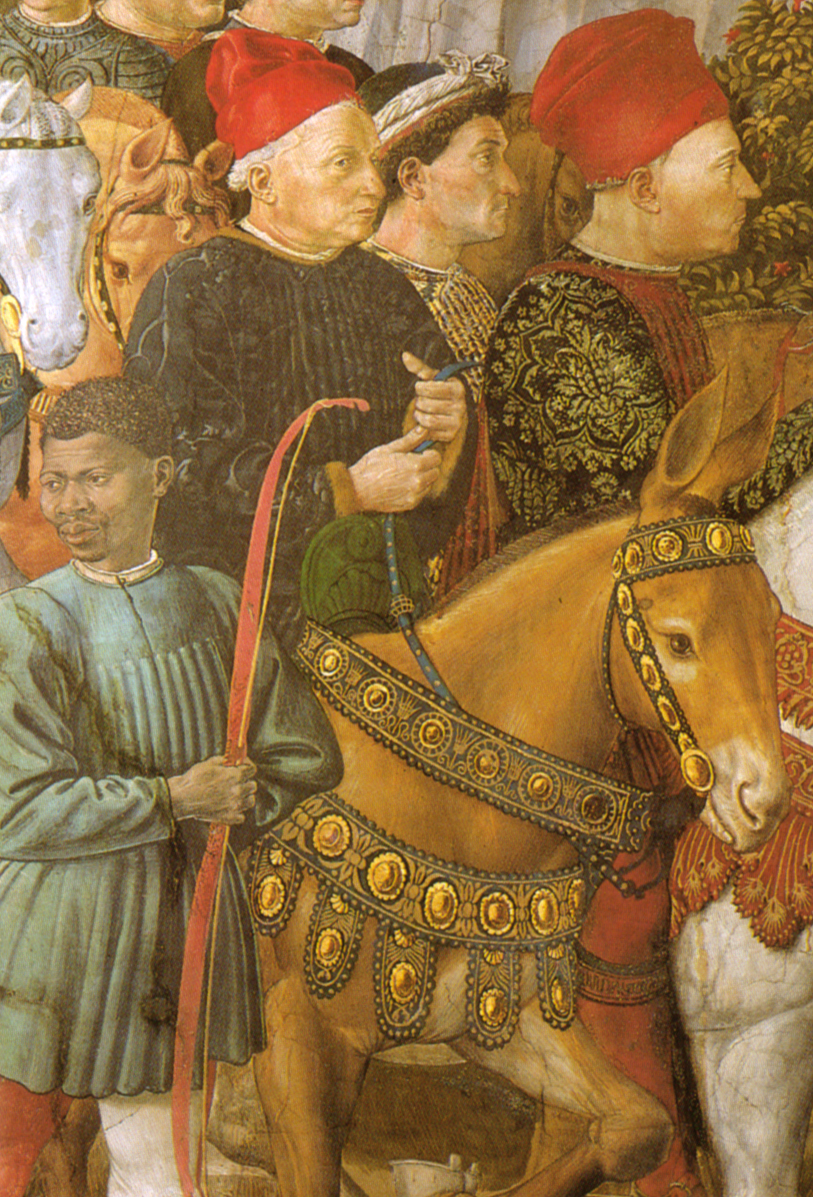
Carlos debería estar representado en los frescos de Benozzo Gozzoli de la Capilla de los Magos del Palacio Medici Riccardi. Supuestamente es quien se encuentra en el centro, entre su padre Cosme y su hermano Pedro.